# Chile i olympiska sommarspelen 2016
Chile deltog med två deltagare vid de olympiska sommarspelen 2016 i Rio de Janeiro. Ingen av landets deltagare erövrade någon medalj.

## Bågskytte
| Bågskytt     | Gren                           | Rankningsomgång | Rankningsomgång | Omgång 1                       | Omgång 2             | Omgång 3                 | Kvartsfinal       | Semifinal         | Final / BM        | Final / BM       |
| Bågskytt     | Gren                           | Poäng           | Seed            | Motståndare Poäng              | Motståndare Poäng    | Motståndare Poäng        | Motståndare Poäng | Motståndare Poäng | Motståndare Poäng | Placering        |
| ------------ | ------------------------------ | --------------- | --------------- | ------------------------------ | -------------------- | ------------------------ | ----------------- | ----------------- | ----------------- | ---------------- |
| Ricardo Soto | Herrarnas individuella tävling | 675             | 13              | Prylepau (BLR) W 5 (29)–5 (27) | Oliveira (BRA) W 7–1 | van den Berg (NED) L 5–6 | Gick inte vidare  | Gick inte vidare  | Gick inte vidare  | Gick inte vidare |

## Cykling

### Landsväg
| Idrottare           | Gren                | Tid             | Placering       |
| ------------------- | ------------------- | --------------- | --------------- |
| José Luis Rodríguez | Herrarnas linjelopp | Fullföljde inte | Fullföljde inte |
| Paola Muñoz         | Damernas linjelopp  | Fullföljde inte | Fullföljde inte |

## Friidrott
Förkortningar
- Notera– Placeringar avser endast det specifika heatet.
- Q = Tog sig vidare till nästa omgång
- q = Tog sig vidare till nästa omgång som den snabbaste förloraren eller, i fältgrenarna, genom placering utan att nå kvalgränsen
- NR = Nationellt rekord
- N/A = Omgången fanns inte i grenen
- Bye = Idrottaren behövde inte tävla i omgången

Herrar
Bana och väg
| Idrottare      | Gren                 | Final    | Final     |
| Idrottare      | Gren                 | Resultat | Placering |
| -------------- | -------------------- | -------- | --------- |
| Víctor Aravena | Herrarnas maraton    | 2:17:49  | 42        |
| Edward Araya   | Herrarnas 50 km gång | DSQ      | DSQ       |
| Yerko Araya    | Herrarnas 20 km gång | 1:22:23  | 25        |
| Daniel Estrada | Herrarnas maraton    | 2:25:33  | 98        |
| Enzo Yáñez     | Herrarnas maraton    | 2:27:47  | 108       |

Damer
Bana och väg
| Idrottare       | Gren               | Heat     | Heat      | Semifinal        | Semifinal        | Final            | Final            |
| Idrottare       | Gren               | Resultat | Placering | Resultat         | Placering        | Resultat         | Placering        |
| --------------- | ------------------ | -------- | --------- | ---------------- | ---------------- | ---------------- | ---------------- |
| Isidora Jiménez | Damernas 200 meter | 23,29    | 5         | Gick inte vidare | Gick inte vidare | Gick inte vidare | Gick inte vidare |
| Érika Olivera   | Damernas maraton   | i.u.     | i.u.      | i.u.             | i.u.             | 2:50:29          | 105              |
| Natalia Romero  | Damernas maraton   | i.u.     | i.u.      | i.u.             | i.u.             | 3:01:29          | 123              |

Fältgrenar
| Idrottare      | Gren                    | Kval    | Kval      | Final            | Final            |
| Idrottare      | Gren                    | Distans | Placering | Distans          | Placering        |
| -------------- | ----------------------- | ------- | --------- | ---------------- | ---------------- |
| Natalia Duco   | Damernas kulstötning    | 18,18   | 9 q       | 18,07            | 10               |
| Karen Gallardo | Damernas diskuskastning | 57,81   | 18        | Gick inte vidare | Gick inte vidare |

## Golf
| Spelare        | Gren              | Runda 1 | Runda 2 | Runda 3 | Runda 4 | Totalt | Totalt | Totalt    |
| Spelare        | Gren              | Poäng   | Poäng   | Poäng   | Poäng   | Poäng  | Par    | Placering |
| -------------- | ----------------- | ------- | ------- | ------- | ------- | ------ | ------ | --------- |
| Felipe Aguilar | Herrarnas tävling | 71      | 71      | 75      | 68      | 285    | +1     | =39       |

## Gymnastik

### Artistisk
Herrar
| Gymnast        | Gren       | Kval    | Kval    | Kval    | Kval    | Kval    | Kval    | Kval   | Kval      | Final            | Final            | Final            | Final            | Final            | Final            | Final            | Final            |
| Gymnast        | Gren       | Redskap | Redskap | Redskap | Redskap | Redskap | Redskap | Totalt | Placering | Redskap          | Redskap          | Redskap          | Redskap          | Redskap          | Redskap          | Totalt           | Placerint        |
| Gymnast        | Gren       | F       | PH      | R       | V       | PB      | HB      | Totalt | Placering | F                | PH               | R                | V                | PB               | HB               | Totalt           | Placerint        |
| -------------- | ---------- | ------- | ------- | ------- | ------- | ------- | ------- | ------ | --------- | ---------------- | ---------------- | ---------------- | ---------------- | ---------------- | ---------------- | ---------------- | ---------------- |
| Tomás González | Fristående | 15,066  | i.u.    | i.u.    | i.u.    | i.u.    | i.u.    | 15,066 | 14        | Gick inte vidare | Gick inte vidare | Gick inte vidare | Gick inte vidare | Gick inte vidare | Gick inte vidare | Gick inte vidare | Gick inte vidare |
| Tomás González | Hopp       | i.u.    | i.u.    | i.u.    | 15,149  | i.u.    | i.u.    | 15,149 | 8 Q       | i.u.             | i.u.             | i.u.             | 15,137           | i.u.             | i.u.             | 15,137           | 7                |

Damer
| Gymnast       | Gren                 | Kval    | Kval    | Kval    | Kval    | Kval   | Kval      | Final            | Final            | Final            | Final            | Final            | Final            |
| Gymnast       | Gren                 | Redskap | Redskap | Redskap | Redskap | Totalt | Placering | Redskap          | Redskap          | Redskap          | Redskap          | Totalt           | Placering        |
| Gymnast       | Gren                 | V       | UB      | BB      | F       | Totalt | Placering | V                | UB               | BB               | F                | Totalt           | Placering        |
| ------------- | -------------------- | ------- | ------- | ------- | ------- | ------ | --------- | ---------------- | ---------------- | ---------------- | ---------------- | ---------------- | ---------------- |
| Simona Castro | Individuell mångkamp | 13,733  | 12,833  | 13,000  | 11,833  | 51,399 | 52        | Gick inte vidare | Gick inte vidare | Gick inte vidare | Gick inte vidare | Gick inte vidare | Gick inte vidare |

## Judo
| Idrottare      | Gren                       | Omgång 1               | Omgång 2                 | Kvartsfinaler        | Semifinaler          | Återkval             | Final / BM           | Final / BM       |                  |
| Idrottare      | Gren                       | Motståndare Resultat   | Motståndare Resultat     | Motståndare Resultat | Motståndare Resultat | Motståndare Resultat | Motståndare Resultat | Placering        |                  |
| -------------- | -------------------------- | ---------------------- | ------------------------ | -------------------- | -------------------- | -------------------- | -------------------- | ---------------- | ---------------- |
| Thomas Briceño | Herrarnas mellanvikt −90kg | Khalaf (JOR) W 011–000 | Gwak D-h (KOR) L 000–100 | Gick inte vidare     | Gick inte vidare     | Gick inte vidare     | Gick inte vidare     | Gick inte vidare | Gick inte vidare |

## Ridsport

### Fälttävlan
| Ryttare      | Häst  | Gren         | Dressyr | Dressyr   | Terräng | Terräng | Terräng   | Hoppning | Hoppning | Hoppning  | Hoppning         | Hoppning         | Hoppning         | Totalt | Totalt    |
| Ryttare      | Häst  | Gren         | Dressyr | Dressyr   | Terräng | Terräng | Terräng   | Kval     | Kval     | Kval      | Finalt           | Finalt           | Finalt           | Totalt | Totalt    |
| Ryttare      | Häst  | Gren         | Straff  | Placering | Straff  | Totalt  | Placering | Straff   | Totalt   | Placering | Straff           | Totalt           | Placering        | Straff | Placering |
| ------------ | ----- | ------------ | ------- | --------- | ------- | ------- | --------- | -------- | -------- | --------- | ---------------- | ---------------- | ---------------- | ------ | --------- |
| Carlos Lobos | Ranco | Individuellt | 49,30   | 40        | 42,80   | 92,10   | 30        | 4,00     | 96,10    | 29        | Gick inte vidare | Gick inte vidare | Gick inte vidare | 96,10  | 29        |

## Rodd
| Roddare                           | Gren                              | Heat    | Heat      | Återkval | Återkval  | Semifinal | Semifinal | Final   | Final     |
| Roddare                           | Gren                              | Tid     | Placering | Tid      | Placering | Tid       | Placering | Tid     | Placering |
| --------------------------------- | --------------------------------- | ------- | --------- | -------- | --------- | --------- | --------- | ------- | --------- |
| Felipe Cárdenas Bernardo Guerrero | Herrarnas lättvikts-dubbelsculler | 6:38,95 | 3 R       | 7:11,38  | 4 SC/D    | 7:24,71   | 3 FC      | 6:47,67 | 17        |
| Melita Abraham Josefa Vila        | Damernas lättvikts-dubbelsculler  | 7:20,63 | 4 R       | 8:11,97  | 4 SC/D    | 8:20,26   | 3 FC      | 7:46,99 | 17        |

## Segling
Herrar
| Idrottare                        | Gren            | Lopp | Lopp | Lopp | Lopp | Lopp | Lopp | Lopp | Lopp | Lopp | Lopp | Lopp | Lopp | Lopp | Nettopoäng | Slutlig placering |
| Idrottare                        | Gren            | 1    | 2    | 3    | 4    | 5    | 6    | 7    | 8    | 9    | 10   | 11   | 12   | M*   | Nettopoäng | Slutlig placering |
| -------------------------------- | --------------- | ---- | ---- | ---- | ---- | ---- | ---- | ---- | ---- | ---- | ---- | ---- | ---- | ---- | ---------- | ----------------- |
| Matías del Solar                 | Herrarnas laser | 22   | 35   | 22   | 32   | 35   | 24   | 34   | 33   | 24   | 12   | i.u. | i.u. | EL   | 238        | 30                |
| Andrés Ducasse Francisco Ducasse | Herrarnas 470   | 24   | 22   | 24   | 20   | 18   | 4    | 23   | 25   | 23   | 14   | i.u. | i.u. | EL   | 172        | 24                |
| Benjamín Grez Cristóbal Grez     | Herrarnas 49er  | 12   | 18   | 15   | 19   | 18   | 21   | 7    | 20   | 21   | 14   | 12   | 15   | EL   | 171        | 20                |

Damer
| Idrottare                      | Gren            | Lopp | Lopp | Lopp | Lopp | Lopp | Lopp | Lopp | Lopp | Lopp | Lopp | Lopp | Lopp | Lopp | Nettopoäng | Slutlig placering |
| Idrottare                      | Gren            | 1    | 2    | 3    | 4    | 5    | 6    | 7    | 8    | 9    | 10   | 11   | 12   | M*   | Nettopoäng | Slutlig placering |
| ------------------------------ | --------------- | ---- | ---- | ---- | ---- | ---- | ---- | ---- | ---- | ---- | ---- | ---- | ---- | ---- | ---------- | ----------------- |
| Nadja Horwitz Sofía Middleton  | Damernas 470    | 9    | 11   | 18   | 16   | 10   | 2    | 10   | 11   | 16   | 15   | i.u. | i.u. | EL   | 100        | 11                |
| Arantza Gumucio Begoña Gumucio | Damernas 49erFX | 16   | 14   | 18   | 14   | 15   | 19   | 12   | 14   | 17   | 17   | 15   | 16   | EL   | 168        | 18                |

## Simning
| Simmare         | Gren                     | Heat     | Heat      | Final            | Final            |
| Simmare         | Gren                     | Tid      | Placering | Tid              | Placering        |
| --------------- | ------------------------ | -------- | --------- | ---------------- | ---------------- |
| Felipe Tapia    | Herrarnas 1 500 m frisim | 16.02,44 | 45        | Gick inte vidare | Gick inte vidare |
| Kristel Köbrich | Damernas 400 m frisim    | 4.16,07  | 24        | Gick inte vidare | Gick inte vidare |
| Kristel Köbrich | Damernas 800 m frisim    | 8.34,34  | 17        | Gick inte vidare | Gick inte vidare |

## Taekwondo
| Idrottare       | Gren             | Åttondelsfinaler         | Kvartsfinaler        | Semifinaer           | Återkval             | Final                | Final            |
| Idrottare       | Gren             | Motståndare Resultat     | Motståndare Resultat | Motståndare Resultat | Motståndare Resultat | Motståndare Resultat | Placering        |
| --------------- | ---------------- | ------------------------ | -------------------- | -------------------- | -------------------- | -------------------- | ---------------- |
| Ignacio Morales | Herrarnas −68 kg | Tazegül (TUR) L 1–14 PTG | Gick inte vidare     | Gick inte vidare     | Gick inte vidare     | Gick inte vidare     | Gick inte vidare |

## Tennis
| Spelare                      | Gren       | Omgång 1                        | Åttondelsfinaler  | Kvartsfinaler     | Semifinaler       | Final / BM        | Final / BM       |
| Spelare                      | Gren       | Motståndare Poäng               | Motståndare Poäng | Motståndare Poäng | Motståndare Poäng | Motståndare Poäng | Placering        |
| ---------------------------- | ---------- | ------------------------------- | ----------------- | ----------------- | ----------------- | ----------------- | ---------------- |
| Julio Peralta Hans Podlipnik | Herrdubbel | Johnson / Sock (USA) L 2–6, 2–6 | Gick inte vidare  | Gick inte vidare  | Gick inte vidare  | Gick inte vidare  | Gick inte vidare |

## Triathlon
| Idrottare       | Gren               | Simning (1,5 km) | Trans 1 | Cykling (40 km) | Trans 2 | Löpning (10 km) | Totaltid | Placering |
| --------------- | ------------------ | ---------------- | ------- | --------------- | ------- | --------------- | -------- | --------- |
| Bárbara Riveros | Damernas triathlon | 19:13            | 0:52    | 1:01:24         | 0:39    | 35:21           | 1:57:29  | 5         |